# Joel King
Joel King, né le 30 octobre 2000, est un footballeur international australien. Il joue au poste d'arrière gauche à l'Odense BK.

## Biographie

### En sélection
Avec la sélection olympique, il participe aux Jeux olympiques d'été de 2020, organisés lors de l'été 2021 à Tokyo. Lors du tournoi olympique, il joue trois matchs. Avec un bilan d'une victoire et deux défaites, l'Australie est éliminée dès le premier tour.
Il honora sa première sélection le 27 janvier 2022 lors d'une rencontre contre le Viêt Nam comptant pour les éliminatoires de la Coupe du monde 2022.
Le 8 novembre 2022, il est sélectionné par Graham Arnold pour participer à la Coupe du monde 2022.

## Palmarès
- Champion d'Australie en 2020 avec le Sydney FC